# Huỳnh Phúc Hiệp
Huỳnh Phúc Hiệp (ur. 12 kwietnia 1988) – wietnamski piłkarz występujący na pozycji napastnika w klubie Thép Pomina Tiền Giang.

## Kariera piłkarska
Huỳnh Phúc Hiệp od początku swojej kariery piłkarskiej występuje w barwach drużyny Thép Pomina Tiền Giang.
Zawodnik ten jest także reprezentantem Wietnamu. W drużynie narodowej zadebiutował w 2007 roku, kiedy miał 19 lat. Został również powołany na Puchar Azji 2007, gdzie jego drużyna odpadła w ćwierćfinale. On zaś rozegrał 1 mecz w grupie, ze Zjednoczonymi Emiratami Arabskimi (2:0).